# اچ‌دی ۱۶۴۹۲۲

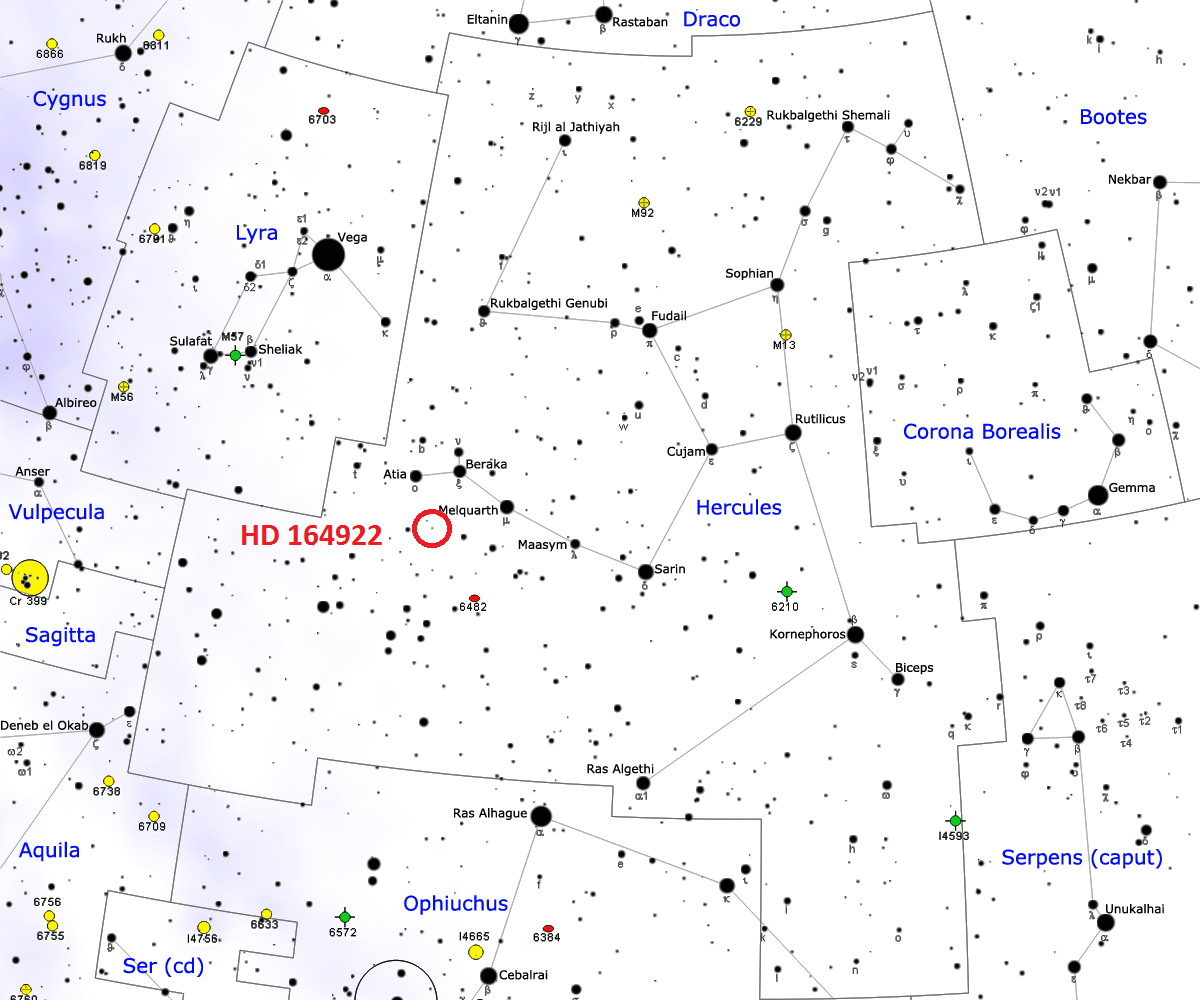
نمایی از محل قرارگیری ستاره اچ‌دی ۱۶۴۹۲۲ (دایره قرمز) در مدار – ۲۰۱۶

اچ‌دی ۱۶۴۹۲۲ یک ستاره است که در صورت فلکی زانوزده قرار دارد.